# Gustav Adolf von Bennigsen
Gustav Adolph von Bennigsen, modernisiert Gustav Adolf von Bennigsen, (* 11. August 1716 in Leipnitz; † 3. August 1784 in Dresden) war ein kursächsischer Generalleutnant. 

## Leben

### Herkunft
Gustav Adolf war Angehöriger des verbreiteten Adelsgeschlechts von Bennigsen. Seine Eltern waren Wolf Erich von Bennigsen (1657–1736) und Charlotte Eleonore Vitzthum von Eckstädt (1682–1747).

### Laufbahn
Bennigsen war 1735 Silberpage am kurfürstlichen Hof, bevor er in die Sächsische Armee eintrat. 1739 war er bereits Leutnant im Infanterieregiment Nr. 3. Er stieg dann 1743 zum Kapitän auf und wechselte 1746 als Major zum Infanterieregiment Nr. 4. Hier avancierte er 1751 zum Oberstleutnant. Im Jahr darauf wurde er Kapitänleutnant der Kadetten. 1756 avancierte er zum Oberst und ging zum Kursächsisches Infanterieregiment Nr. 10. Er nahm am Siebenjährigen Krieg teil, wurde während dessen 1761 zum Generalmajor befördert und konnte sich insbesondere 1762 in dem Gefecht bei Lutterberg durch Tapferkeit hervortun. 1763 kehrte er als Kapitän (= Chef) zur Kadettenkompanie zurück. Im Jahre 1767 wurde er zusätzlich General-Inspekteur der Infanterie und 1768 auch Ritter des Heinrichs-Ordens. Bennigsen erhielt 1777 seine Beförderung zum Generalleutnant und wurde schließlich 1781 Chef des Kursächsisches Infanterieregiment Nr. 13.